# ブロニース・ライラ
ブロニース・ライラ（Bronys Raila、1909年3月23日 - 1997年4月13日）は、リトアニア人思想家、ジャーナリスト、作家、翻訳家。戦後はアメリカ合衆国に移住した。リトアニア・ジャーナリスト連合会員。
「Bronius R.」「Algirdas Daumantas」「A. Valkiniškis」「Jurgis Lengvenis」「Algis Daujotas」「J. Pajauta」などの筆名でリトアニアの内政および外交、リトアニア語、ジャーナリズム、芸術、演劇批評などに関して執筆活動を行った。

## 経歴

### 学生時代
1919年から1923年までロザリマス中等学校で学ぶ。1927年、パネヴェジース・ギムナジウムを卒業。1927年から1932年までリトアニア大学（1930年にヴィータウタス・マグヌス大学に改称）人文学部で演劇、リトアニア文学、ロシア文学、英文学を学ぶ。1932年から1934年までカウナス音楽院で学ぶ。1939年、フランスのパリ大学を卒業。
学校生徒団体「ジエジルバ」 (Žiežirba) の会員だった。1928年から1930年まで新聞『ストゥデンタス』および雑誌『ジャイズドラス』の編集に携わる。1929年2月15日、学生デモを計画し、逮捕される。
学生時代はリトアニア社会民主党 (LSDP) に近い立場で活動していた。1930年から1931年まで前衛文芸誌『第三戦線』 (Trečias frontas) の編集に携わる。

### 民族主義運動
1934年、リトアニア人民族主義連合に入党する。1932年から1937年までカウナス国営無線局で勤務。1936年から1937年まで週刊誌『ムースー・クラシュタス』 (Mūsų kraštas) の出版に協力。1937年から1939年まで新聞『リエトゥヴォス・アイダス』 (Lietuvos aidas) の通信員（在パリ、在西ヨーロッパ）。1939年から1940年まで再び国立カウナス無線局で勤務。1939年には新聞『ヴァイラス』 (Vairas) の編集に携わる。当時『ヴァイラス』はスメトナ大統領の穏健政策に反発する急進派が多く関わっていた。1939年から1940年まで『リエトゥヴォス・アイダス』日刊版の国際面の編集者。
1940年6月15日、ソ連赤軍がリトアニアを占領すると、農民人民派の日刊紙『リエトゥヴォス・ジニョス』 (Lietuvos žinios) 編集者ヨナス・シムクスが『リエトゥヴォス・アイダス』の編集長に任命された。『第三戦線』時代からシムクスと知り合いだったライラは彼のもとを訪れたが、シムクスはライラにすぐに海外に亡命するよう助言した。これを受けてライラは6月21日にドイツに出国。

### LAF
ライラはリトアニア人行動主義戦線 (LAF) の設立に加わる。LAFプロパガンダ委員会委員長としてLAFの政治思想（反ユダヤ主義など）に大きな影響を与えた。
1942年、ナチ・ドイツ占領下のリトアニアに帰国。1942年から1944年までシャウレイの週刊誌『テヴィシュケ』で演劇を批評。

### 亡命先
1944年、ライラはフランスに出国し、1948年、アメリカ合衆国に移住。
1949年より、ニューヨークのブルックリンで『ヴィエニーベ』 (Vienybė) の編集者。1950年から1951年まで雑誌『ネムナス』 (Nemunas) および『サンタルヴェ』 (Santarvė) の編集に携わる。1951年から1958年まで『サンタルヴェ』の在米代表。ロンドンで発行されていた文芸誌『プラダルデ』 (Pradalgė) の第2号（1965年）および第9号（1976年）にも投稿している。1975年よりラジオ・リバティー（後のラジオ・フリー・ヨーロッパ）のコメンテーター。
1997年、アメリカ合衆国ロサンゼルスで死去。2015年、ブロニースの墓が妻ダネタの墓とともにカウナスに移された。

## 著作
- Barbaras rėkia, 1930年 - 詩集
- Tamsiausia prieš aušrą, 1960年
- Iš paskendusio pasaulio, 1962年
- Laumių juosta, 1966年
- Dialogas su Lietuviais, 1970年
- Versmės ir verpetai, 1970年
- Paguoda, 1974年
- Bastūno maištas, 1977年
- Vaivos Rykštė: Šimtas prakalbų į Lietuvą, (1975–1979 年), 1980年
- Kitokios Lietuvos ilgesys: Šimtas prakalbų į Lietuvą, (1980–1982 m.), 1983年
- Raibos agavos, 1983年
- Tave mylėti tegalima iš tolo, publicistika, 1986年
- Kryžkelės: radijo prakalbos į Lietuva (1986–1988 m.), 1989年
- Kodėl antraip?, publicistika, 1991年
- Kitokios Lietuvos ilgesys, 1993年
- Kuo alsavom, publicistika, 1994年
- Rašalo ašaros, publicistika, 1995年 - ヴィンツァス・クディルカ賞（1996年）
- Nuo vakarykštės iki rytdienos: tautos laisvėjimo vaivorykštė, 1996年
- Liudininko poringės: Minčių ir išgyvenimų pėdsakais (1944–1996 m.), 1997年

## 受賞
- 1996年 - ヴィンツァス・クディルカ賞 (Vinco Kudirkos premija) - 著書『Rašalo ašaros』に対して。
- 1996年 - ゲディミナス大公司令官十字章 (Didžiojo Lietuvos kunigaikščio Gedimino ordino Komandoro kryžius)